# Juana María de los Dolores de León Smith
Juana María de los Dolores de León Smith, conocida como Lady Smith (Almendralejo, 27 de marzo de 1798 –  Londres, 10 de octubre de 1872), fue una dama española esposa del oficial inglés General Sir Harry Smith, gobernador de la Colonia del Cabo.

## Biografía
Nacida en una vieja familia española noble, era descendiente de Juan Ponce de León. A la edad de 14 años, en 1812, De León se encontró huérfana y sola con su hermana, tras el asalto por cuarta vez de su ciudad natal realizado por las tropas británicas, en la Guerra de la Independencia Española. Tras el exitoso y sangriento asalto de las tropas británicas y portuguesas, las hermanas buscaron protección del saqueo y el pillaje de los soldados en algunos oficiales británicos que encontraron acampados fuera de las murallas de la ciudad. Uno de ellos era el Brigada-Mayor Sir Harry Smith, del regimiento de exploradores de élite 95th Rifles, que se casó con ella unos pocos días más tarde.
En vez de dejar que la enviaran a la casa de la familia de su marido, escogió acompañarle en el ejército. Se quedó junto a él el resto de la guerra, acompañándolo en el tren de equipajes, durmiendo al aire libre en el campo de batalla, paseando junto a las tropas y compartiendo todas las privaciones de la campaña. Su belleza, coraje, buen juicio y carácter amable la hicieron querida por los oficiales, incluyendo el Duque de Wellington, quien habló de su familiaridad con "Juanita". Era idolatrada por los soldados. En Sudáfrica, introdujo el melón cantalupo.
Con la excepción del periodo de la guerra anglo-estaodunidense de 1812, acompañó a su marido a todos sus destinos, siendo los más notables los dos en Sudáfrica, donde Sir Harry, que había sido nombrado caballero mientras tanto, sirvió como Gobernador de la Colonia del Cabo y Alto Comisionado. Entre 1840, y 1847, a raíz del nombramiento de Sir Harry Smith como Ayudante General de las tropas de Su Majestad Británica, la pareja residió en la India, tras lo cual volvieron a Inglaterra.
El Parlamento Británico concedió a Juana Smith una pensión de 500 libras el 5 de diciembre de 1848 en reconocimiento a los servicios prestados por su marido al país. La pareja siempre se desesperaba por el dinero y él luchó por obtener una pensión para ella durante sus últimos años.  Falleció en su domicilio londinense de 79 Cadogan Place y su cuerpo descansa junto al de su insigne marido, al que sobrevivió doce años.
Conocida como Lady Smith durante sus años finales, Juana Smith es conmemorada directamente en el nombre de las localidades sudafricanas de Ladysmith y Ladismith, e indirectamente en el de la Ladysmith de la Columbia Británica, Canadá.